# 公開会社 (日本法)
公開会社（こうかいがいしゃ）とは、日本の会社法では、株式会社のうち発行する全部又は一部の株式の内容として譲渡による当該株式の取得について株式会社の承認を要する旨の定款の定め（譲渡制限規定）を設けていないものをいう（会社法2条5号）。
日本の会社法の公開会社の定義は上場会社か否かを基準にしていないが、これは日本では非上場株式会社の大部分が定款で全株式に譲渡制限規定を設けているという事情による。

## 会社法上の規定
会社法上の公開会社に関する主な規定には次のようなものがある。
- 発行可能株式総数の定め
公開会社の設立時発行株式の総数は、発行可能株式総数の4分の1を下ることができない（会社法37条3項）。また、公開会社が定款を変更して発行可能株式総数を増加する場合や公開会社でない株式会社が定款を変更して公開会社となる場合には、定款の変更後の発行可能株式総数は当該定款の変更が効力を生じた時における発行済株式の総数の4倍を超えることができない（会社法113条3項）。公開会社における募集株式の発行の決定は原則として株主総会決議を必要とせず取締役会の発行権限の濫用を防ぐためである[2]。
- 議決権制限株式の発行数
種類株式発行会社が公開会社である場合、議決権制限株式の数が発行済株式の総数の2分の1を超えるに至ったときは、株式会社は、直ちに、議決権制限株式の数を発行済株式の総数の2分の1以下にするための必要な措置をとらなければならない（会社法115条）。「必要な措置」は議決権制限株式の発行数を減少させるか、他の種類株式の発行数を増加することで議決権制限株式の数の割合を発行済株式の総数の2分の1以下にする措置をいう[3]。
- 取締役会等の設置義務
公開会社は取締役会を設置しなければならない（取締役会設置会社、会社法327条1項1号）。また取締役会設置会社であるため監査等委員会設置会社及び指名委員会等設置会社を除いて監査役を置かなければならない（監査役設置会社、会社法327条1項2号本文）。
- 取締役の資格等
公開会社では広く人材を求めることができるようにする必要があるため取締役が株主でなければならない旨を定款で定めることができない（会社法331条2項本文）[4]。定款に取締役の資格を株主だけに限定する規定を置くことが禁止されているのであって、取締役を株主から選任することができないわけではない[4]。なお、公開会社でない株式会社では株主が経営者であることも多いため定款で取締役の資格を株主に限定することができる（会社法331条2項）[4]。
- 取締役の任期
取締役の任期は、選任後2年以内に終了する事業年度のうち最終のものに関する定時株主総会の終結の時までで、定款又は株主総会の決議によって任期を短縮することはできる（会社法332条1項）。監査等委員会設置会社及び指名委員会等設置会社を除く公開会社でない株式会社では、定款によって、取締役の任期を選任後10年以内に終了する事業年度のうち最終のものに関する定時株主総会の終結の時まで伸長することができるが（会社法332条2項）、公開会社ではより短期に株主による新たな信任を得るべきとされるためである[5]。